# (602) Marianna
(602) Marianna ist ein Asteroid des Hauptgürtels, der am 16. Februar 1906 von Joel H. Metcalf entdeckt wurde. 
Die Herkunft des Namens ist unbekannt.